# Katu-Jaryk
Katu-Jaryk (ros. Кату-Ярык, z południowoałtajskiego Кату Jарык - „twarde pęknięcie w górze, wąwóz, przełom”) – przełęcz w Ałtaju, na obszarze rejonu ułagańskiego Republiki Ałtaju w Rosji. Jest to stromy zjazd do doliny rzeki Czułyszman, położony na zboczu góry. Stromizna wynosi ~70% (35°), wysokość od podnóża – 800 m, długość – 3,5 km, 9 zakrętów, średnie nachylenie drogi – 18% (10°). Droga gruntowo-kamienista. Przełęcz jest przejezdna dla samochodów o podwyższonym prześwicie. Wysokość u podnóża wynosi 670 m n.p.m., wysokość platformy widokowej – 1200 m. Współrzędne platformy widokowej to 50°54′49″N, 88°12′55″E, podnóża – 50°55′17″N, 88°12′46″E. Jest to jedyny samochodowy wjazd do doliny Czułyszmanu. Znajduje się na 31 km drogi samochodowej Bałyktujul – Koo – Bałykcza. Tą droga można dojechać do południowego skraju Jeziora Teleckiego.
Do 1989 drogi samochodowej, zjeżdżającej do doliny rzeki Czułyszman nie było; mieszkańcy okolicznych wsi używali stromej ścieżki konnej, albo podróżowali droga wodną przez Jezioro Teleckie. W 1987 z inicjatywy dyrektora sowchozu „Sowietskij Ałtaj” A. W. Sanaa zaczęła się budowa zjazdu samochodowego do doliny Czyłyszmanu. Otwarcie drogi przez przełęcz Katu-Jaryk miało miejsce w październiku 1989.
20 lipca 2011 zaczęła się budowa nowej drogi przez przełęcz, która stanie się bezpieczniejszym alternatywnym zjazdem.